# フリートウィングス シーバード

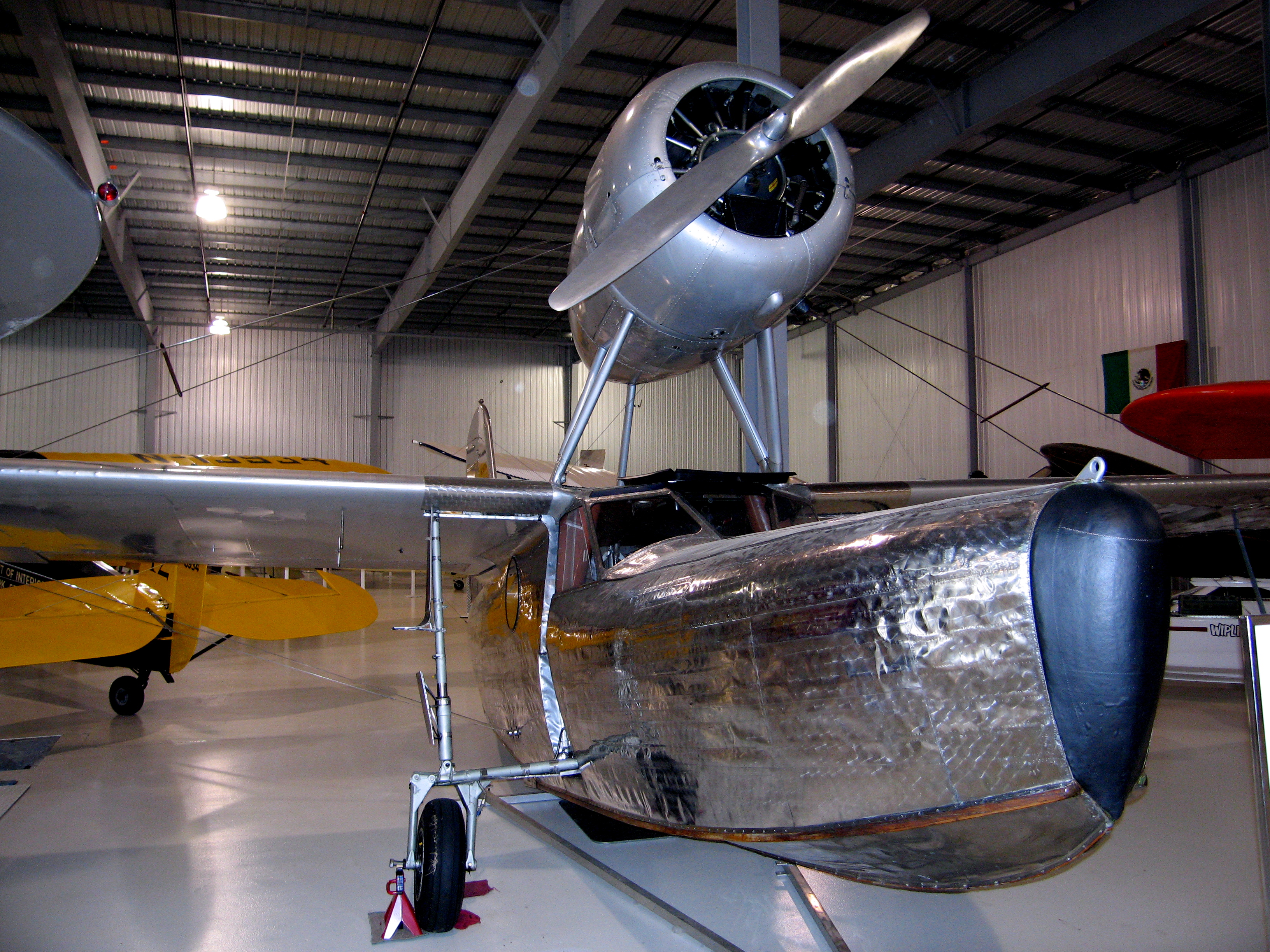
フリートウィングス シーバード

フリートウィングス シーバード（Fleetwings Sea Bird または Seabird）は、1934年から1935年にかけて製造された水陸両用汎用機である。ステンレス鋼をスポット溶接した構造を採用したのが特徴であった。
ローニング社で働いていたジェームズ・レディングが、ペンシルベニア州ブリストルのフリートウィング社で設計した。フリートウィング社は、溶接技術から航空に進出しようとした会社である。
グローバー・ローニングが設計したローニング・モノダックが元になっているが、ステンレスの溶接構造を採用したのが特徴であった。高翼張線の単葉機であり、支柱でエンジンを支持し、乗員乗客はキャビンの中に搭乗した。
当初は50機の製造を目指していたが、価格は$25,000に近く、恐慌では市場を得ることはできなかった。

## 各型一覧
- F-4 Sea Bird - 4座席試作機（生産数1）
- F-5 Sea Bird - 5座席生産型（生産数5）

## 性能要目（F-5）
- 乗員：1
- 乗客：4
- 全長：9.74m
- 全幅：12.33m
- 高さ：3.80m
- 翼面積：21.8 m²
- 空虚重量：1,112 kg
- 全備重量：1,702 kg
- 飛行機関：Jacobs L-5 285 hp (212 kW)1基
- 最大速度：216 km/h
- 航続距離：870 Km